# سيرو جوميز
سيرو جوميز (من مواليد 6 نوفمبر 1957) سياسي برازيلي ومحامي وأكاديمي. تم تحديده على أنه سياسي من يسار الوسط، وتنموي وطني وديمقراطي اجتماعي وعمالي، وهو حاليًا تابع ونائب رئيس حزب العمل الديمقراطي، على الرغم من أنه كان عضوًا في مجموعة متنوعة من الأحزاب خلال مسيرته السياسية.
ولد في ساو باولو لكنه نشأ في سيارا في عائلة سياسية، بدأ سيرو حياته السياسية في سن 24 عام 1984. انتُخب سيرو عمدة فورتاليزا في سن الثلاثين في عام 1988 وانتُخب حاكمًا لسيارا في سن 32 في 1990. خلال فترة ولايته كان سيرو هو الحاكم الأكثر شعبية في البلاد. حصل برنامج فيفا كريانسا الخاص به الذي خفض معدل وفيات الرضع في سيارا بنسبة 32٪ على جائزة دولية من اليونيسف. أدى نجاحه في سيارا إلى تعيينه وزيراً للمالية الفيدرالية من قبل الرئيس إيتامار فرانكو، حيث ترأس خطة ريل بلان التي ساعدت على استقرار الاقتصاد وإنهاء التضخم المفرط.
ترشح سيرو لمنصب رئيس البرازيل مرتين على التوالي كمرشح من الحزب الاشتراكي الشعبي، في عامي 1998 و2002 وجاء في المركزين الثالث والرابع على التوالي. في كل مره يقدم سيرو نفسه على أنه ينتقد السياسة الاقتصادية لرئاسة فرناندو هنريك كاردوسو وحاول أن يكون بديلا ليسار الوسط لمرشح بيتيستا لويس إيناسيو لولا دا سيلفا. وبعد انتخابات عام 2002 وعين سيرو من قبل الرئيس لولا وزيرا للالتكامل الوطني، حيث كلف بمهام التنمية الإقليمية وقاد مشروع نقل إنترباسين من نهر ساو فرانسيسكو. في عام 2006 تم انتخاب سيرو نائبًا فيدراليًا عن سيارا.
في عام 2018 أعلن سيرو عن حملته الثالثة التي طال انتظارها للرئاسة كمرشح من حزب العمل الديمقراطي. يعمل على منصة تضمنت إعادة تمويل ديون الائتمان العامة، ونظام ضرائب تصاعدية مع ضريبة توزيعات الأرباح، وزيادة تمويل الدولة للتعليم والرعاية الصحية، وإنشاء وكالة فيدرالية مكلفة بالدفاع عن حقوق مجتمع المثليين، حاول سيرو تصوير نفسه على أنه بديل بين الاستقطاب بين المرشح الصغير فرناندو حداد والمرشح الأيمن جائير بولسونارو. على الرغم من أنه كان في استطلاعات الرأي أفضل من حداد في الجولة الثانية الافتراضية ضد بولسونارو، إلا أنه لم يصل إلى الجولة الثانية، وانتهى به الأمر في المركز الثالث. بعد فوز بولسونارو جادل الكثيرون بأن سيرو كان سيفوز إذا تم ترشيحه من قبل تحالف كبير من يسار الوسط.
وصف بأنها «واحدة من أشد اللغات في السياسة البرازيلية»، وقد تميزت الصورة العامة لسيرو من خلال شخصيته الصريح، استقباله كل من الثناء والنقد. يعتبر سيرو حاليًا أحد المعارضين الرئيسيين لرئاسة جاير بولسونارو، متهمًا بولسونارو وأبنائه فلافيو وكارلوس وإدواردو بالانتماء إلى الميليشيات وقارن أيضًا بولسونارو بأدولف هتلر. كان سيرو أيضا مقاوم للرئاسة ميشال تامر، وحدد إقالة ديلما روسيف بأنه «انقلاب» واتهم كل من تيمير وإدواردو كونها من أرباب الفساد. أصبح سيرو أيضًا أحد المعارضين لجناح ساو باولو في حزبه السابق الحزب الديمقراطي الاجتماعي البرازيلي، ولا سيما خوسيه سيرا وجواو دوريا.